# Claude Nisson
 (octobre 2017).
Si vous disposez d'ouvrages ou d'articles de référence ou si vous connaissez des sites web de qualité traitant du thème abordé ici, merci de compléter l'article en donnant les références utiles à sa vérifiabilité et en les liant à la section « Notes et références ».
Claude Nisson, nom de plume de Marie-Sophie d'Humilly de Chevilly (Loëx, 8 mai 1865 - Viry, 30 janvier 1951), est une écrivaine de langue française, auteure de romans sentimentaux. Épouse de l'écrivain et journaliste français, Édouard Trogan (1861-1934), elle est la mère de la traductrice Paule-Françoise Trogan (1893-1989) et la belle-mère de l'historien français Guy de Valous (1891-1972). Elle reçoit le prix Montyon de l'Académie française à deux reprises, en 1905 pour L'Autre route et en 1909 pour Le Cadet. 